# Volkspark Rehberge
Il Volkspark Rehberge (letteralmente: «parco pubblico dei monti dei caprioli») è un parco di Berlino, posto nel quartiere del Wedding.
È posto sotto tutela monumentale (Denkmalschutz).

## Storia
Il parco venne realizzato dal 1926 al 1929 su un'area già forestale che era stata disboscata nell'inverno 1919-1920 per riscaldare i cittadini berlinesi a corto di carbone.
Il progetto del nuovo parco venne redatto da Alfred Brodersen ed Erwin Barth.

## Caratteristiche
Il parco non possiede un disegno unitario, ma si compone di diverse parti adibite ad usi distinti.
Fra le molte attrezzature del parco vanno citate la pista per slittini, uno stadio (Stadion Rehberge), un'arena estiva (Freilichtbühne), una terrazza con caffè, delle gabbie per animali e un'area di orti in concessione.